# Albert Braune
Albert Braune (* 14. April 1799 in Leipzig; † 12. September 1848 ebenda) war ein deutscher Arzt. Er lehrte an der Universität Leipzig.

## Leben
Albert Braune begann 1818 an der Universität seiner Heimatstadt ein Medizinstudium. 1826 wurde er promoviert und habilitierte sich. Daraufhin fungierte er als Privatdozent. Zum außerordentlichen Professor der Medizin ernannte ihn die Universität im Jahre 1834, vier Jahre darauf erhielt er die ordentliche Professur. Diese hatte er bis zu seinem Tode 1848 im Alter von 49 Jahren inne.
Braune betreute und vervollständigte die von seinem Vorgänger Wilhelm Andreas Haase angelegte pharmakognostische Sammlung der Universität und öffnete sie für interessierte Studenten.
Braune war mit Louise Vogel (1811–1881), Tochter des Leipziger Buchhändlers Friedrich Christian Wilhelm Vogel verheiratet. Der Ehe entstammen drei Kinder, darunter der Anatom Christian Wilhelm Braune.
Albert Braune wurde auf dem Alten Johannisfriedhof begraben und von dort in das neue Erbbegräbnis der Familie Braune in der VIII. Abteilung des Neuen Johannisfriedhofs, in dem auch seine Frau beerdigt wurde, überführt.